# Atrilinea roulei
Atrilinea roulei е вид лъчеперка от семейство Шаранови (Cyprinidae). Видът не е застрашен от изчезване.

## Разпространение
Разпространен е в Китай (Анхуей, Гуанси и Джъдзян).

## Описание
На дължина достигат до 15 cm.